# Leichtathletik-Länderkampf der Frauen 1978 BR Deutschland – Sowjetunion
| 10. Leichtathletik-Länderkampf mit bundesdeutscher Beteiligung 1978 | 10. Leichtathletik-Länderkampf mit bundesdeutscher Beteiligung 1978 |
| ------------------------------------------------------------------- | ------------------------------------------------------------------- |
|                                                                     |                                                                     |
| Ländervergleich der Frauen: BR Deutschland – Sowjetunion            |                                                                     |
| Austragungsort                                                      | Dortmund                                                            |
| Wettbewerbe                                                         | 14                                                                  |
| Datum                                                               | 30. Juni / 1. Juli                                                  |
| 1. URS 2. FRG                                                       | 81 Punkte 65 Punkte                                                 |
| Chronik                                                             |                                                                     |
| ← FRG-URS (M)                                                       | DNK-FRG-FRA-SWE-SUI00 Geher (F) →                                   |

Der zehnte Vergleich des Länderkampfjahres 1978 fand parallel zum Länderkampf der Männer am 30. Juni und 1. Juli in Dortmund zwischen den Leichtathletinnen der Bundesrepublik Deutschland und der Sowjetunion statt. Die Bilanz der bundesdeutschen Frauen gegen diese Gegnerinnen lautete zwei zu sechs. Die Fünfkämpferinnen der beiden Länder hatten in diesem Jahr wie ihre männlichen Kollegen bereits eine Begegnung miteinander ausgetragen, den die UdSSR sehr knapp für sich entschieden hatte.

## Modus
Auf dem Programm stand neben den bei Frauenländerkämpfen üblichen dreizehn Disziplinen, die den olympischen Frauenwettbewerbskatalog komplett abdeckten, ein Rennen über 400 Meter Hürden, eine Disziplin, die bei den Olympischen Spielen 1984 in Los Angeles olympisch wurde. Die Punkte wurden nach dem Standardsystem vergeben.

## Ergebnis
In den Einzelläufen ging es eng zu. Beide Teams entschieden je vier Wettbewerbe für sich. Die Sowjetunion verbuchte dabei allerdings zwei Doppelerfolge, was der Bundesrepublik nicht gelang. Beide Staffeln gingen an die sowjetischen Läuferinnen. Von den Sprüngen gewann jede Mannschaft einen, die Bundesrepublik per Doppelerfolg, die UdSSR ohne Doppelerfolg. Im Bereich Wurf/Stoß gab es zwei Disziplinsiege für die sowjetischen Athletinnen, einer davon erfolgte per Doppelerfolg. Für die bundesdeutschen Vertreterinnen blieb in dieser Kategorie der Speerwurf, in dem eine bundesdeutsche Werferin vorne lag, es jedoch keinen Doppelerfolg gab. Die bundesdeutschen Leichtathletinnen mussten sich in der Endabrechnung mit 65 zu 81 Punkten geschlagen geben.

## Rekord
Im 1500-Meter-Lauf wurde ein bundesdeutscher Rekord aufgestellt:
4:01,5 min – Brigitte Kraus

## Legende
Kurze Übersicht zur Bedeutung der Symbolik – so üblicherweise auch in sonstigen Veröffentlichungen verwendet:
| BR | Bundesdeutscher Rekord |

## Resultate

### 100 m
| Platz | Athletin              | Land | Zeit (s) |
| ----- | --------------------- | ---- | -------- |
| 1     | Annegret Richter      | FRG  | 11,32    |
| 2     | Ljudmila Maslakowa    | URS  | 11,40    |
| 3     | Ljudmila Storoschkowa | URS  | 11,41    |
| 4     | Petra Sharp           | FRG  | 11,63    |

Datum: 30. Juni

### 200 m
| Platz | Athletin             | Land | Zeit (s) |
| ----- | -------------------- | ---- | -------- |
| 1     | Annegret Richter     | FRG  | 23,26    |
| 2     | Ljudmila Kondratjewa | URS  | 23,32    |
| 3     | Ljudmila Maslakowa   | URS  | 23,54    |
| 4     | Elke Decker          | FRG  | 24,57    |

Datum: 1. Juli

### 400 m
| Platz | Athletin            | Land | Zeit (s) |
| ----- | ------------------- | ---- | -------- |
| 1     | Marija Kultschunowa | URS  | 51,55    |
| 2     | Dagmar Fuhrmann     | FRG  | 52,76    |
| 3     | Claudia Steger      | FRG  | 53,14    |
| 4     | Nina Sjuskowa       | URS  | 53,31    |

Datum: 30. Juni

### 800 m
| Platz | Athletin            | Land | Zeit (min) |
| ----- | ------------------- | ---- | ---------- |
| 1     | Nadija Muschta      | URS  | 1:58,1     |
| 2     | Ljudmila Wesselkowa | URS  | 1:58,3     |
| 3     | Petra Kleinbrahm    | FRG  | 2:02,5     |
| 4     | Brigitte Koczelnik  | FRG  | 2:03,1     |

Datum: 30. Juni

### 1500 m
| Platz | Athletin          | Land | Zeit (min) |
| ----- | ----------------- | ---- | ---------- |
| 1     | Brigitte Kraus    | FRG  | 4:01,5 BR  |
| 2     | Soja Rigel        | URS  | 4:04,4000  |
| 3     | Natalia Kusnezowa | URS  | 4:04,5000  |
| 4     | Birgit Friedmann  | FRG  | 4:06,0000  |

Datum: 1. Juli

### 100 m Hürden
| Platz | Athletin           | Land | Zeit (s) |
| ----- | ------------------ | ---- | -------- |
| 1     | Tatjana Anissimowa | URS  | 12,87    |
| 2     | Natalja Lebedewa   | URS  | 13,04    |
| 3     | Silvia Kempin      | FRG  | 13,65    |
| 4     | Leonore Leidel     | FRG  | 13,96    |

Datum: 1. Juli

### 400 m Hürden
| Platz | Athletin            | Land | Zeit        |
| ----- | ------------------- | ---- | ----------- |
| 1     | Silvia Hollmann     | FRG  | 56,73 s     |
| 2     | Ingrīda Barkāne     | URS  | 57,56 s     |
| 3     | Swetlana Schatalina | URS  | 60,34 s     |
| 4     | Erika Weinstein     | FRG  | 1:16,88 min |

Datum: 30. Juni
Erika Weinstein stürzte, erreichte aber das Ziel.

### 4 × 100 m Staffel
| Platz | Besetzung      | Land                                                                          | Zeit (s) |
| ----- | -------------- | ----------------------------------------------------------------------------- | -------- |
| 1     | Sowjetunion    | Wera Anissimowa Ljudmila Maslakowa Ljudmila Kondratjewa Ljudmila Storoschkowa | 43,03    |
| 2     | BR Deutschland | Cornelia Schniggendiller Elvira Possekel Gisela Grässle Petra Sharp           | 44,36    |

Datum: 30. Juni

### 4 × 400 m Staffel
| Platz | Besetzung      | Land                                                                | Zeit (min) |
| ----- | -------------- | ------------------------------------------------------------------- | ---------- |
| 1     | Sowjetunion    | Nina Sjuskowa Ingrīda Barkāne Irina Bagrjanzewa Marija Kultschunowa | 3:26,9     |
| 2     | BR Deutschland | Claudia Steger Dagmar Fuhrmann Elke Barth Gaby Bußmann              | 3:29,3     |

Datum: 1. Juli

### Hochsprung
| Platz | Athletin            | Land | Höhe (m) |
| ----- | ------------------- | ---- | -------- |
| 1     | Ulrike Meyfarth     | FRG  | 1,89     |
| 2     | Annette Harnack     | FRG  | 1,86     |
| 3     | Swetlana Wanjutina  | URS  | 1,75     |
| 4     | Larissa Kuselenkowa | URS  | 1,75     |

Datum: 1. Juli

### Weitsprung
| Platz | Athletin           | Land | Weite (m) |
| ----- | ------------------ | ---- | --------- |
| 1     | Vilma Bardauskienė | URS  | 6,59      |
| 2     | Anke Weigt         | FRG  | 6,40      |
| 3     | Karin Hänel        | FRG  | 6,37      |
| 4     | Irina Timofejewa   | URS  | 6,07      |

Datum: 1. Juli

### Kugelstoßen
| Platz | Athletin                | Land | Weite (m) |
| ----- | ----------------------- | ---- | --------- |
| 1     | Swetlana Kratschewskaja | URS  | 19,37     |
| 2     | Eva Wilms               | FRG  | 19,08     |
| 3     | Natalja Gorbatschowa    | URS  | 18,38     |
| 4     | Beatrix Philipp         | FRG  | 17,53     |

Datum: 30. Juni

### Diskuswurf
| Platz | Athletin                      | Land | Weite (m) |
| ----- | ----------------------------- | ---- | --------- |
| 1     | Faina Welewa                  | URS  | 67,60     |
| 2     | Natalja Iwanowna Gorbatschowa | URS  | 62,44     |
| 3     | Ingra Manecke                 | FRG  | 54,88     |
| 4     | Cornelia Sulek                | FRG  | 52,00     |

Datum: 1. Juli

### Speerwurf
| Platz | Athletin               | Land | Weite (m) |
| ----- | ---------------------- | ---- | --------- |
| 1     | Eva Helmschmidt        | FRG  | 59,28     |
| 2     | Vera Rodnowa           | URS  | 59,08     |
| 3     | Nadeschda Jakubowitsch | URS  | 55,78     |
| 4     | Heidi Repser           | FRG  | 54,12     |

Datum: 30. Juni